# Wir Goonyas, ihr Nungas
Wir Goonyas, ihr Nungas (englischer Originaltitel Deadly, Unna?) ist ein Jugendroman des australischen Schriftstellers Phillip Gwynne, der im Jahr 1998 beim Penguin Verlag veröffentlicht wurde. Die deutsche Erstausgabe in der Übersetzung von Cornelia Krutz-Arnold erschien 2001 beim Verlag Sauerländer. Der Autor setzte im Jahr 2000 die Geschichte mit dem Roman Blacky, Lovely und der ganze Bullshit (englischer Originaltitel Nukkin Ya) fort.

## Inhalt
Der 14-jährige Gary Black, genannt Blacky, lebt zusammen mit seinen sechs Geschwistern, seiner Mutter und seinem alkoholkranken Vater in einem Küstenort in Südaustralien. Blacky spielt Australian Football in einer Jugendmannschaft, die sich zur Hälfte aus weißen Jungs und zur anderen Hälfte aus dunkelhäutigen Aborigines zusammensetzt. Abgesehen von Football hat die weiße Bevölkerung (Goonyas) mit den Aborigines (Nungas, abwertend auch als Boongs bezeichnet) wenige Berührungspunkte und die Stimmung zwischen den beiden Gruppen ist in erster Linie feindselig. Auch Blacky ist den Nungas gegenüber reserviert, doch das ändert sich, als Dumby Red in die Mannschaft kommt, ein hochtalentierter Football-Spieler, mit dem sich Gary bald anfreundet. Ihr Football-Team hat es ins Finale geschafft, in dem Blacky den bisherigen Ruck ersetzen muss, weil dieser ein falsches Alter vorgetäuscht hat und nicht mehr spielen darf. Auf dieser Position hat er es in der gegnerischen Mannschaft mit Thumper zu tun, einem regelrechten Koloss, der alle menschlichen Hindernisse aus dem Weg räumt. Um nicht als Feigling dazustehen, überlegt sich Blacky ein Pseudotackling, mit dem er lediglich vortäuscht, seinen übermächtigen Gegner anzugreifen. Als kurz vor Ende des Spiels Garys Team durch eine tolle Leistung und einen unglaublichen Sprung Dumbys mit einem Punkt in Führung liegt, führt Blackys Scheintackling zufälligerweise dazu, dass Thumper in seinem Lauf aufs Tor für kurze Zeit außer Tritt gelangt und sein anschließender Torerfolg erst nach der Endsirene erfolgt. Blacky bezahlt den Sieg seines Teams mit einer Gehirnerschütterung, doch er wird zum gefeierten Helden des Spiels. Als jedoch der Sohn des Trainers, Mark Robertson, die McRae-Medaille für den besten Spieler erhält und nicht Dumby Red, verlässt Blacky wütend die Siegesfeier und denkt daran, mit Footbal aufzuhören.
Der anschließende Sommer ist geprägt von der schwierigen Beziehung Garys mit seinem Vater, der meist betrunken ist und seinen Sohn für einen Feigling hält. Gary findet Zuflucht bei seinem Nachbarn Darcy, der Maden züchtet und diese als Köder für urlaubenden Angler verkauft. Und er hängt hauptsächlich mit seinen Freunden Pickles und Dazza auf der Landungsbrücke beim Meer ab. Als ein Mädchen namens Cathy zusammen mit ihren Eltern Urlaub in dem Küstenort macht, verliebt sich Gary Hals über Kopf in sie. Doch er ist zu schüchtern und zudem gibt es da auch noch Clarence, die Schwester von Dumby Red, die er bei der Siegesfeier des Finalspiels kennengelernt hat und die es ihm ebenfalls angetan hat. Kurz darauf wird Dumby, der von seinem Idol Lovely zu einem Raubüberfall auf eine Bar überredet worden ist, vom Barbesitzer beim Überfall erschossen. Blacky wird von Wut und Trauer übermannt. Als einziger Weißer seiner Mannschaft geht er zu Dumbys Beerdigung, wo er wieder auf Clarence trifft. Und er weiß, was er seinem verstorbenen Freund schuldig ist: Er entwendet seinem komplett betrunkenen Vater die Schlüssel zu dessen Schuppen, schnappt sich dort Pinsel und Farbe und übermalt gemeinsam mit seinen Geschwistern ein Graffiti mit dem Schriftzug ‚Boongs, verpisst euch!‘ auf der Landungsbrücke.

## Hintergrund
Phillip Gwynne war selbst Australian-Football-Spieler. Bei einem Seminar der Autorin Libby Gleeson über Kreatives Schreiben kam ihm die Idee zu seinem Debut-Roman Deadly, Unna?

## Rezeption
Margaret Hargrave schreibt in ihrer Buchrezension: „Dieser engagierte Roman vom Erwachsenenwerden im Spannungsfeld eines Rassenkonfliktes trägt seine politische Botschaft nicht vor sich her. Der hart errungene Sieg von Blacky und seinen Geschwistern mag unbedeutend erscheinen, ist aber eine Metapher für das Ausmerzen von Rassismus.“

## Auszeichnungen
Deadly, Unna? wurde 1999 vom Children’s Book Council of Australia (CBCA) mit dem Book of the Year for Older Readers Award ausgezeichnet. Im selben Jahr erhielt der Roman außerdem den Victorian Premier’s Literary Award Cross Pen Prize for Young Adult Fiction und den Children's Peace Literature Award. 2000 wurde das Buch mit dem South Australian Festival Award for Literature ausgezeichnet. Wir Goonyas, ihr Nungas erhielt zudem 2002 in der Kategorie Jugendbuch eine Nominierung zum Deutschen Jugendliteraturpreis.

## Referenzen
Wir Goonyas, ihr Nungas ist in dem literarischen Nachschlagewerk 1001 Kinder- und Jugendbücher – Lies uns, bevor Du erwachsen bist! für die Altersstufe 12+ Jahre enthalten.

## Ausgaben
- Deadly, Unna? Penguin Children's Books, Australia 1998 (englisch).
- Wir Goonyas, ihr Nungas. Sauerländer, Düsseldorf 2001.

## Adaptionen
2002 wurde die Geschichte unter dem Titel Australian Rules unter der Regie von Paul Goldman verfilmt und vom Australian Film Institute (AFI) 2002 als bester Film ausgezeichnet.